# چینگ های
چینگ های معروف به استاد اعظم (یا سوما) (زاده ۱۲ مه ۱۹۵۰ میلادی در ویتنام) مؤسس و معلم روش «کوان یین» است. تخمین زده می‌شود که حدود ۲۰۰ هزار نفر در جهان از این روش پیروی می‌کنند.
چینگ‌های شاعر، نقاش، موسیقیدان، نویسنده ناشر و مؤسس بنیادی است که بنیاد بین‌المللی استاد اعظم چینگ‌های را اداره می‌کند، که گروه تجاری با علایق جهانی است که در زمینه‌های طراحی جواهر، مد و رستوران فعالیت می‌کند. وی بخاطر کارهای بشردوستانه و انسان دوستانه اش شناخته شده‌است، و در همان حال نیز بخاطر نمایش‌هایی از بخشندگی اش که ظاهرسازانه و خودپسندانه به نظر می‌رسد، مورد انتقاد قرار گرفته‌است.

## زندگی‌نامه
هفته نامه سان فرنسیسکو به نقل از تحقیقی که در ۱۹۹۵ توسط یک دانشجوی کارشناسی ارشدی در رشته روزنامه‌نگاری صورت گرفت، بیان می‌کند که او در هیو دانگ‌ترین (Hue Dang Trinh) با مادری ویتنامی و پدری چینی‌تبار در ۱۲ می۱۹۵۰ در روستای کوچکی در استان کوانگ نگایی (Quang Ngai Province) در ویتنام متولد شد. در ۱۹ سالگی، در اوج جنگ ویتنام، رابطه‌ای را با دانشمند و پزشک آلمانی که نیروی امداد بود، برقرار کرد و به عنوان مترجم صلیب سرخ در اروپا کار می‌کرد. آن‌ها ازدواج کردند، اما بعد از دو سال وقتی چینگ‌های او را به خاطر هدف روشن ضمیری معنوی ترک کرد جدا شدند. در ۱۹۷۹، وی راهب بودایی را در آلمان ملاقات کرد و برای ۳ سال از او متابعت می‌کرد، اما صومعه راهب به زنان اجازه ورود نمی‌داد. برای جستجوی معنوی‌اش و مطالعه مذاهب مختلف به هند رفت، و شاگرد تاکار سینگ گردید. در طول اقامتش در آشرام تاکار سینگ، او رادها سوامی سانت مات «تکنیک مدیتیشن بر نور و صوت» را فراگرفت که تاکار سینگ به او آموخت و براساس آن متد کوان یین اش را بنیان نهاد.
براساس گزارشی از پاتریشا تورنتون، شناخت چینگ‌های به عنوان معلمی معنوی از سال ۱۹۸۲ آغاز شد، وقتی می‌خواست نسخه‌ای از اثر مقدس هندوان، بهاگاوادگیتا را از فروشگاهی کوچک کنار رود گنگ بخرد. مغازه داران داشتن چنین نسخه‌ای را از کتاب انکار می‌کرند، اما او اصرار داشت که آن را آنجا دیده‌است. جستجوی شدید نسخه‌ای پنهان شده را در جعبه مهر و موم شده آشکار کرد؛ خبر به سرعت پیچید که چینگ‌های به‌طور فوق‌العاده‌ای چشم سوم قوی دارد.
در ۱۹۸۳، وی پیرو راهب بودایی در تایوان با نام جینگ- سینگ(Jing-Xing) بود. بی‌خبر از ارتباط پیشین او به تاکار سینگ، جینگ سینگ او را در ۱۹۸۴ به عنوان «تاهان‌هایی» ملقب کرد. در ماندارین این عنوان چینگ‌های نام دارد که معنی آن «اقیانوس پاک» است.
براساس زندگی‌نامه‌ای که از او در سایت رسمی‌اش منتشر شده، چینگ‌های در خانواده متخصص ثروتمندی در آوالاک (نام قدیمی منطقه ایی در شمال هانوی) در ویتنام متولد شد. اگرچه به عنوان یک کاتولیک رمی بزرگ شد، اصول بودایی را از مادربزرگش فراگرفت. بعد از انتقال یافتن تکنیک نور و صوت درونی توسط استادی حقیقی به وی، او نام روش کوان یین را برای آن انتخاب کرد.
وی از شاگردانش هیچ حق عضویت یا تشرفی دریافت نمی‌کند، و بخش عمده‌ای از کمک‌های مالی اش از تایوان می‌آید، جائیکه سرسخت‌ترین پیروان وی آنجا هستند، پیروانش در آمریکا عمدتاً مهاجران جدید چینی و ویتنامی هستند. مراکز مدیتیشن استاد اعظم (سوپریم مستر)، واقع در لوس آنجلس و سن جونز و چندین ایالت آمریکا، از قانون معافیت مالیاتی همچون سازمان‌های مذهبی بهرمند هستند. چینگ‌های توسط رافر گوزمان به عنوان «سالک مبلغ خستگی ناپذیر» توصیف شده‌است. بنا به گفته خودش، مراکز بزرگی را در سراسر جهان-۴۰ یا ۵۰ کشور- اداره می‌کند؛ که شامل رستوران‌ها و فروشگاه‌هایی در زمینه جواهر و طراحی لباس‌هایی هستند که توسط خودش طراحی شده‌اند.

## فعالیت‌های اجرایی

نشان‌واره کلبه محبت (Loving Hut)

چینگ‌های گروه بزرگی از رستوران‌های گیاهی و وگان را حمایت می‌کند و به عنوان مبدع گروه بزرگی از رستوران‌های وگان تحت برند لاوینگ هات(loving hut) یا «کلبه محبت» می‌باشد که تا سال ۲۰۱۱، ۱۳۵ شعبه داشت.
ورود به سمینارهای عمومی او آزاد و رایگان است. اما وی میلیون‌ها دلار از طریق نقاشی، نویسندگی، طراحی مد و جواهر بدست آورده‌است. او خط تولید لباس گران‌قیمتی را در نیویورک و پاریس در ۱۹۹۵ راه انداخت. فعالیت‌های تجاریش موجب شده، بعضی منتقدانش انگیزه‌اش را جویا شده و او را مورد انتقاد قرار دهند. بخشی از این انتقادها بدان خاطر است که شاگردانش با خریدن آثار هنری‌اش، که در قالب کمک مالی است به شهرت می‌رسند. یکی از شاگردان که جوراب عرقی را به قیمت ۸۰۰ دلار خریده‌است، معتقد است «وقتی استاد جهان فیزیکی را ترک کرد، حداقل من جورابش را خواهم داشت.» همچنین (بویژه به شاگردان) گفته می‌شود که شما پیرو و شاگرد استاد چینگ‌های هستید و اوست که از شما مراقبت خواهد نمود و نیز در کتاب‌ها و نوارهای صوتی و تصویری و عکس‌های استاد نیرویی وجود دارد که شما را حمایت می‌کند و این نیرو می‌تواند در هر چیزی که مربوط به او است مثل نگاه به او، لمس او، صدای او، کلمات او یا گل‌ها، میوه، شیرینی یا هر چیزی که او به شما می‌دهد یا متعلق به اوست، جریان یابد. به همین جهت شاگردان خریدن وسایل یا آثار هنری استاد را برای خود دارای اجر معنوی بالایی می‌دانند و حاضرند مبالغ بسیار بالایی را جهت خرید آن‌ها بپردازند.
در ۱۹۹۷ او بیان داشت که بیش از درآمد سالانه ۲۰۰ هزار دلاری رئیس‌جمهور سابق آمریکا بیل کلینتون درآمد کسب کرده‌است. شاگرداندر جواب به این انتقادها، پاسخ می‌دهند که بسیاری از این پول‌ها که او بدست می‌آورد برای کمک به فقرا و فراهم کردن کالاهای ضروری پناهجویان و قربانیان مصائب و بلایای طبیعی صرف می‌شود.
او کاتالوگ ۶۴ دلاری از مجموع ۵۰ کتابی به نام "ارتقا روح" را عرضه می‌کند که کتاب آشپزی استاد اعظم (سوپریم مستر)، بیش از ۴۰۰ ویدئو از نمایش‌های عمومی توسط "سوپریم مستر" ویدئو ۸ دلاری از " داستان‌های خنده دار قدیس نما " که در لوس آنجلس ضبط شده، به علاوه قطعه فیلم "جشن تولد استاد" در تایوان را در بر می‌گیرد. در هفته‌نامه سانفرانسیسکو نوشته‌است که: "بعضی از ویدئوها طنینی از کوان ذن – "بدون عمل" را دارد در حالیکه مابقی بدون ابهام به عنوان «پیامی از طرف خدا» منتشر می‌شوند. همچنین لب خوانی از موزیک ویدئوهای پاپ در آن وجود دارد.
وی مؤلف و ناشر کتاب‌های عکسی همچون «پرندگان در زندگی من» و «حیات وحش شریف» است. این کتاب‌ها صدها عکسی را که بیان شده شخصاً توسط خود چینگ‌های گرفته شده را در بر می‌گیرد، بسیاری از این عکس‌ها برای اینکه او را خدایی جلوه دهند (همچون تجسم خدا در قالب انسان) به‌طور دیجیتالی دستکاری شده‌است، (البته این موضوع نیاز به بررسی و بازپرسی موشکافانه و بیشتر دارد) و همراه با اشعار کوتاهی که توسط خودش نوشته شده با هم ترکیب می‌شود یا به عبارتی از تکنیک اینترلیس در آن‌ها استفاده می‌شود.
این گروه وب سایتی را که حداقل ۱۷ زبان را در بر می‌گیرد، در اختیار دارد و مجلات خبری خانگی را به همراه پخش برنامه‌های رادیویی و نسخه‌های قابل دانلود mp3 از پخش‌های رادیویی و نسخه‌های آنلاین ویندوز مدیا از برنامه‌های شبکه تلویزیونی سوپریم مستر تلویزیون را برای کسانی که به این ایستگاه تلویزیونی دسترسی ندارند را عرضه می‌کند. وب سایت اصلی این گروه لینک ثابتی به «فروشگاه آسمانی» به همراه شرکت چاپ و نشر سومآ چینگ‌های را در خود دارد. آیتم‌های آنلاین در دسترس عبارتند از: خط مستقیمی به جواهر و پوشاک طراحی شدهٔ «آسمانی» توسط سوپریم مستر «استاد اعظم»، به همراه طیف وسیعی از دیگر اقلام را در بر می‌گیرد؛ که برای مثال از تاریخ ۲۰۱۰، در میان طیف بسیاری از این کالاها، محصولاتی از رستوران‌های زنجیره ایی لاوینگ هات «کلبه محبت» و بسیاری از فانوس‌های بسیار درخوری با نام‌هایی همچون، لوکی باگاوا(The Lucky Bagwa)، همنوایی با همه مخلوقات، نور برکت و باران آسمانی، قابل اشاره‌اند.

## بنیاد بین‌المللی سومآ چینگ‌های
بنیاد بین‌المللی سومآ چینگ‌های موجودیت شرکت بزرگی در پشت نام گوانین فامین (نامی که برای کوان یین در چین بکار می‌برند) است؛ که با برنامه‌های صلح جهانی، اقیانوس‌های از سرگرمی عاشقانه، شبکه سوپریم مستر تلویزیون و چندین مجموعه از تلویزیون کابلی، همه گروه‌ها و شرکت‌های تجاری تأسیس شده توسط چینگ‌های را به هم می‌پیوندند. سازمانش رشته ایی از رستوران‌های گیاهی در سراسر جهان را که بعضی به فروش کالا نیز می‌پردازند، اداره می‌کند.
در اواخر ۲۰۰۸، چینگ‌های کمپین رسانه ایی را در استرالیا و نیوزلند با درخواست مردمی جهت «گیاه‌خوار باشید، حامی محیط زیست شوید تا سیاره را نجات دهیم» را به راه انداخت. گیاهخواری، انرژی پاک و کاشت درخت به عنوان راه حلی جهت آلودگی و تغییر اقلیم مطرح شد. بنیاد بین‌المللی چینگ‌های همچنین از گزارش تغییر اقلیم گرنوت (گرنوت مسئول گزارش تهیه تجدید نظر مستقل دولت استرالیا) در مورد کاهش بزرگ تولید دام دفاع می‌کند.
براساس نظر تحلیل گر علوم سیاسی در دانشگاه آکسفورد، پاتریشا تورنتون، وابستگی شدید جامعه جهانی چینگ‌های به اینترنت برای انتشار متون و در میان گذاشتن اطلاعات، این گروه را به عنوان «مسلکی سایبری» مطرح می‌کند.
بنا به گفته تورنتون، منبع ثروت پشت این تلاش‌های خیریه و امپراطوری بزرگ رسانه ایش یک راز است همچون چی گونگ که پیش از این در چین در دهه ۱۹۸۰ و ۱۹۹۰ به وجود آمد، بنیاد بین‌المللی سومآ چینگ‌های نیز در چین ساختار سازمانی تجاری را اتخاذ کرد.
بسیاری از برنامه‌های تولید شده توسط بنیاد بین‌المللی سومآ چینگ‌های به شدت خود ارجاع و تبلیغاتی هست، براساس آنچه تورنتون بیان داشته، با هدف "درست کردن، ضبط (برنامه ایی) عمومی جهت تائید فعالیت‌های گروه یشان " است.

## کوان‌یین
چینگ‌های در سال ۱۹۸۶ «مرکز مراقبه فروغ ناسنجیدنی» و «راه تأمل بر صوت» (کوان‌یین) را در میائولی تایوان تأسیس کرد.
کوان‌یین به صورت مشخص مشابه روش قدیمی‌تر سورات شابد یوگا برگرفته از سنت سانت مات است که این سنت آموزش مراقبه را به کمک نور و صوت آموزش می‌دهد. در سال ۱۹۸۸ چینگ‌های تمام پیوندها را با بوداگرایی گسست و سبکی پرزرق و برق و هم‌چنین کوان یین را پایه‌گذاری کرد.
چینگ‌های گفته‌است، "من روش کوان یین را بوجود نیاوردم"؛ فقط آن را می‌دانم. این متد از ابتدای خلقت وجود داشته‌است، از وقتی که جهان شکل گرفته‌است؛ و همیشه آن وجود داشته‌است. این یک متد نیست؛ همچون روشی جهانی است، قانونی جهانی که باید پیروی کنیم. اگر می‌خواهیم به مبدأ اصلی مان بر گردیم، به خویشتن حقیقی برگردیم، به پادشاهی خدا یا طبیعت بودائی مان برگردیم". در کتاب کلید روشن ضمیری آنی اش، گفته شده‌است که کسانیکه نامش را با صدایی موزون بخوانند ارتقا می‌یابند.
چینگ‌های داوطلبان معنوی را به متد کوان یینی متشرف می‌کند که عنوان می‌شود در ادیان مختلف تحت نام‌های مختلف، به عنوان «بهترین، آسانترین و سریع‌ترین» روش جهت رسیدن به روشن ضمیری وجود دارد. این متد، مدیتیشنی را بر نور و صوت الهی، یا شابد در بر می‌گیرد، که او ادعا می‌کند در کتاب مقدس بیان شده و گفته می‌شود به‌طور مکرری در ادبیات همه سنت‌های معنوی اصلی جهانی تصدیق می‌شود. چینگ‌های مردم را با هر پیشینه و وابستگی مذهبی جهت تشرف می‌پذیرد. یک فرد جهت تشرف لازم نیست سیستم اعتقادی یا آیین مذهبی خود را تغییر دهد. تا چندی پیش مبتدیان در شیوه چینگ‌های امکان داشتند که به تدریج خوردن محصولات حیوانی را قطع کنند (برای ۱۰ روز در هر ماه) و انجام روزی نیم ساعت مدیتیشن روزانه انجام دهند و به آن کانوینینت متد (روش ساده) گفته می‌شد. متد کوان یین به دوساعت و نیم مدیتیشن روزانه و پایبندی به ۵ حکم نیاز دارد. با اقتباسی از ۵ احکام بودیسم:
خودداری از گرفتن جان موجودات زنده (موجودات ذی‌شعور)
خودداری از دروغ گفتن
خودداری از دزدی کردن
خودداری از خلاف جنسی
خودداری از استفاده از مواد مخدر و الکل

### کوان یین در چین
کوان یین در سرزمین اصلی چین در ۱۹۹۲ معرفی شد. جائیکه معمولاً با عنوان «گوان ین فامین» شناخته می‌شود؛ و توانست برای چندین سال بدون اخطار گسترش یابد، اما در ژوئیه ۱۹۹۶، دو سال قبل از شروع مبارزه ایی علیه فرونشاندن فرقه‌های کفرآمیز، مقامات سیچوان لیستی از چندین هزار ممارست‌کننده این روش در هفت ایالت را فراهم کردند؛ این لیست شامل بسیاری از اعضای حزب کمونیست چین و برخی کادرهای رده بالا می‌شد.
مقامات اظهار داشتند که اعتقادات سازمانی و فعالیت‌ها به‌طور اساسی ضد کمونیست بودند و به عنوان «سازمان مذهبی ارتجاعی» نشاندار شد. زمانی که ممنوعیت علیه «ادیان گمراه» به صورت قانونی در ژوئیه ۱۹۹۹ وضع شد، گوان ین فامین یا همان کوان یین ادعا می‌شد که دارای ۵۰۰ هزار پیرو در ۲۰ ایالت و شهرها است.
در ژانویه ۲۰۰۲ مدیر شرکت آزمایش تجهیزات الکتریک ووهان زونگ زی توسط مقامات چینی به استفاده از تجارتش جهت پوششی برای حمایت کفرآمیز در همراهی با گوان ین فامین یا همان کوان یین متهم شد. این شرکت ظاهراً ۳۰ ممارست‌کننده کوان یین را در ظاهر کارمندان و همکاران تجاری حمایت می‌کرد. مدیر بخاطر استفاده از دفاتر شرکت و ساختمان‌ها به عنوان «مخفی گاهی» جهت سازماندهی «تشرف‌ها» و «نمایش‌ها» جهت جذب اعضا و به‌طور غیرقانونی چاپ و انتشار بیش از ۶ هزار نسخه از متون کفرآمیز مقصر شناخته شد.

## انتقاد
در سال ۲۰۰۴، جزیره مصنوعی و تفرجگاه طویل ۳۳۰ فوتی(۱۰۰ متری) ایجاد شده در پارک ملی بیسکانی به ارزش ۱ میلیون دلار بعد از آنکه به‌طور غیرقانونی توسط چینگ‌های ساخته شد از تملک وی بیرون آورده شد. کارگران پارک ملی بین ۴۰۰ تا ۵۰۰ درختان حرا را مجدداً در این ناحیه بعد از اینکه تحت پوشش تفرجگاه غیرقانونی درآمده بود کاشتند. ملک شخصی تصاحب شده توسط چینگ‌های در مجاورت پارک ملی توسط پلیس ضبط شد و سپس در حراجی به روستای پالمیتو بای فروخته شد که ایجاد پارکی را در این مکان برنامه‌ریزی می‌کرد.